# Станції Тазларово
Станції Тазла́рово (рос. Станции Тазларово, башк. Таҙлар станцияһы) — присілок у складі Кармаскалинського району Башкортостану, Росія. Входить до складу Новокієшкинської сільської ради.
Населення — 69 осіб (2010; 116 в 2002).
Національний склад:
- росіяни — 42 %
- башкири — 29 %